# Styringomyia princeps
Styringomyia princeps är en tvåvingeart som beskrevs av Alexander 1943. Styringomyia princeps ingår i släktet Styringomyia och familjen småharkrankar. Inga underarter finns listade i Catalogue of Life.